# Мощёное (Орловская область)
Мощёное — село в Хотынецком районе Орловской области России. Входит в состав Аболмасовского сельского поселения.

## География
Мощёное располагается в восточной части Аболмасовского сельского поселения, в 9 км северо-восточнее от районного центра — пгт. Хотынец.
В селе находится исток реки Мощёнки, впадающей в реку Вытебеть.

### Климат
Село находится в зоне умеренно континентального климата.

## История
Первые упоминания о селе датируются XVII веком.
Село Мощёное относилось к Карачевскому уезду Орловской губернии.
В апреле 1728 года отставному прапорщику Киевского гарнизона Григорию Сафонову было разрешено в своей вотчине вместо прежних деревянных ветхих церквей построить деревянную же церковь во имя Св. Дмитрия Солунского с приделом Пресвятой Богородицы Тихвинской.
В 1827 году на средства прихожан была построена каменная церковь Тихвинской Божьей Матери на месте прежней обветшалой деревянной (упоминается с первой половины XVIII века).
В 1883 году прихожанами и священником Василием Успенским была открыта земская школа (с 1902 года стала церковно-приходской).
В разное время Мощёное являлось владением Сафоновых, позднее Ермоловых, Макаровых, Тиньковых, Кривцовых и других.
Во время Великой Отечественной войны с осени 1941 года РККА по август 1943 года село было захвачено немцами.

## Население
К началу XX века Мощёное являлось одним из крупнейших сёл в уезде, насчитывая в своём составе около 1500 человек.
| 2002 | 2010 |
| ---- | ---- |
| 187  | ↘140 |

## Транспорт
2 км автодороги местного значения с асфальтовым покрытием связывают село Мощёное с основной транспортной артерией района — дорогой регионального значения 54К-3.

### Улицы
- ул. Новая
- ул. Садовая
- ул. Школьная